# Pure-FTPd
Pure-FTPd är en enkel, fri och mycket säker FTP-server som används i olika Unix-system som till exempel Linux, Mac OS eller FreeBSD.